# イレイザー: リボーン
『イレイザー：リボーン』（原題：Eraser: Reborn）は、2022年公開のアメリカ合衆国のアクションスリラー映画。
1996年公開の映画『イレイザー』のリブート作品で、シリーズの続編として描かれている。
マイケル・D・ワイスの脚本をもとにジョン・ポーグが監督した本作は、痕跡を残さないようにする必要がある目撃証人の偽装死を専門に扱う秘密機関を中心に描かれている。主演の英国人俳優であるドミニク・シャーウッドが連邦保安官のメイソン・ポラードを演じ、ジャッキー・ライやマッキンリー・ベルチャー3世、エディ・ラモスなども出演する。

## あらすじ
連邦保安官のメイソン・ポラードは、高い危険に晒されている目撃証人の死を偽装する「抹殺（erasing）」を専門としている。この25年間の技術の進歩により、職務遂行も容易になり、ただオフィスで一日を過ごすだけだったが、国家の証拠を差し出すことを決めた犯罪組織のボスの妻であるリナ・キムラを担当することになった。南アフリカ共和国のケープタウンに逃げ込んだ2人を、容赦ない暗殺者チームが後を追う中、ポラードは自分がハメられたことに気づく。裏切られたポラードは、自分が消される前に真相を探ろうとする。

## キャスト
※括弧内は日本語吹替
- メイソン・ポラード - ドミニク・シャーウッド[2]：（阿座上洋平）

連邦保安官
- リナ・キムラ - ジャッキー・ライ[2]：（三森すずこ）
- ポール・ウィットロック - マッキンリー・ベルチャー3世（英語版）[2]
- シュガー・ジャックス - Eddie Ramos[2]

## 製作
2021年9月、映画『イレイザー』（1996年）の続編だがリブート版でもある作品が、ドミニク・シャーウッド主演で企画中であると発表された。監督はジョン・ポーグ、脚本はマイケル・D・ワイスが担当すると発表され、ジャッキー・ライやマッキンリー・ベルチャー3世とエディ・ラモスが共演すると明らかにされた。プロデューサーはハント・ローリーとパティ・リードが務める。この企画は、ワーナー・ブラザース・ホームエンターテイメントグループとRoserock Filmsの共同事業として製作されることとなった。

### 撮影
2021年半ばに主要撮影が開始され、秘密裏のうちに製作が行われた。

### 配給
配給はワーナー・ブラザース・ホームエンターテイメントが担当した。

## 公開

### 劇場公開
本作は、2022年3月31日にドイツの映画館でプレミア上映された。

### 家庭用メディア&ストリーミング配信
アメリカでは、2022年6月7日にビデオスルー作品として家庭用メディアでリリースされた。その後、2022年秋にHBO Maxでストリーミング配信される予定となっている。
日本では、2022年8月3日にDVDレンタルが開始され、9月2日にブルーレイ&DVDセットが発売された。